# 二式三十粍固定機銃
二式三十粍固定機銃（にしきさんじゅうみりこていきじゅう）は、大日本帝国海軍が第二次世界大戦中に使用した航空機関砲である。

## 概要
本機銃は海軍による要求ではなく、開戦前から九九式二〇粍機銃の生産を行っていた大日本兵器が独自に開発したものである。
九九式二〇粍機銃のスケールアップ版とすることで短期間での実用化を図っており、昭和17年4月に研究に着手、昭和17年12月8日に射撃試験が行われ、単発で3発、連続で5発の発砲に成功、昭和18年5月には空中発射に成功した。
本機銃は仮称二式三十粍固定機銃と仮称されていたが、昭和19年5月15日に二式三十粍固定機銃一型として制式採用された。しかし、海軍の要求によって開発されたより高性能の五式三十粍機銃の生産が開始されつつあったことから、同月中に二式三十粍機銃は生産中止となり、生産数は増加試作型50挺に止まった。
二式三十粍機銃の42発入り弾倉は、九九式二〇粍機銃の100発入り弾倉と直径がほとんど同じであるため、九九式一号二〇粍機銃三型または九九式二号二〇粍機銃三型を搭載する零戦三二型〜五二型や雷電一一型に簡単な改造を施すだけで搭載できた。このため、試作銃を除く二式三十粍機銃は雷電一一型に搭載されている。

## 構造
外観は九九式二〇粍機銃に類似し、全体的に大型化されている。
構造は九九式二〇粍機銃と同じくAPI（Advanced Primer Ignition）ブローバック方式を採用している。API方式では、弾薬包が薬室に完全に装填される直前に撃針が雷管を叩いて発火する。このため、弾薬を保持する尾栓が前進する勢いと発射エネルギーが相殺され、反動が軽減される。反動が軽減される分、軽量小型化が可能である。
大まかなAPIブローバック方式の作動は以下のようなものである。
尾栓を推進させる大型のばねが銃身をとりまいて付けられており、このばねの反発力を取り出すためのケースでばねを収容している。ケースと尾栓は接続されている。装填状態では、推進ばねが後退・圧縮され、これを収容するケースと尾栓も後退しており、全体の作動機構は尾栓掛金でロックされている。
射撃のためロックを解除すると、推進ばねによりケースと尾栓も前進する。前進中の尾栓は、尾栓頭により弾薬包をくわえこんで薬室へと押し込む。完全に押し込む手前で尾栓内部の撃針に連結されているロッドが機関部と接触し、撃針が梃子の要領で機械的に前進、雷管を打撃する。発射によって、前進する推進ばね、ケース、尾栓などの構造体のエネルギーと発砲の反動が相殺される。発砲の反動によって推進ばねは前進から後退へ転じ、ケースと尾栓を後退させる。後退途中で空薬莢は尾栓頭から除去され、排出される。最後尾で尾栓掛け金が降りていれば尾栓はロックされ、または連射のため発射把柄を引いた状態で尾栓掛け金が外れていれば、再び推進ばねが前進をはじめ、同じサイクルで発射が行われる。推進ばねの圧縮力は非常に高く、初装填には空気または油圧の装填機を用いた。

## 実戦
昭和18年7月、試作銃を搭載した零戦（三二型といわれる）5機がラバウルに進出した。3機が爆撃で破壊されたものの、残る2機が出撃、1機は自爆したが、もう1機は一撃で敵機を四散させたといわれる。
昭和19年5月、増加試作銃を装備した雷電一一型が九州地区でB-29を迎撃したとされるが、裏付ける戦闘記録は発見されていない。
昭和19年12月3日、三〇二空所属の杉浦庸三上飛曹が、二式三十粍機銃搭載の雷電一一型に搭乗し、B-29を迎撃した。前下方攻撃によりB-29は空中分解したが、杉浦機も帰投中にエンジンが停止し、東京湾へ不時着水した。
昭和20年5月29日、三〇二空所属の雷電一一型3機と零戦5機が、横浜への爆撃を企図する戦爆連合（B-29約500機、P-51約100機）の編隊を迎撃した。黒田昭二二飛曹は二式三十粍機銃搭載の雷電一一型に搭乗しており、厚木から横須賀方向へ飛行中、相模湾方面にB-29を発見。この時点で先行していた零戦隊がB-29群へ接近中、P-51が上方から高速で突っ込んできた。零戦隊を救援するため雷電隊が接近、P-51約10機と空戦となった。黒田機が射撃開始したところ数発発砲したところで二式三十粍機銃が故障、攻撃不能となった黒田機は離脱中にP-51に撃墜されたが、黒田二飛曹は脱出、火傷を負ったものの生還した。

## 二式三十粍機銃弾薬
薬莢全長は91 mm、後端は無起縁式になっている。弾体には導環後部に並行して刻まれた一条の溝があり、薬莢と弾丸はこの溝で嵌め合わされている。弾薬包全長は弾種により異なる。通常弾の全長は168 mm、全備重量449.3 g。
- 通常弾：弾頭に、三角錐の頂点を扁平とした形の信管を装着している。弾体内部に炸薬を充填している。塗色は錆色。
- 徹甲弾：弾頭は三角錐状に成形されている。弾底部に炸薬を収容し、間座と底栓で密閉している。塗色は白色。弾丸重量295 g。
- 焼夷通常弾：弾頭に信管がねじ込まれている。信管の後部、弾体内部に炸薬および黄燐が充填されている。塗色は黄色。弾丸重量266 g。
- 曳跟通常弾：弾頭に信管がねじ込まれている。信管の後部、弾体内部に炸薬が充填されている。弾底内部に曳跟薬、点火薬が充填され、弾底は底栓で塞がれている。塗色は赤色。弾丸重量273.6 g。
- 曳跟弾：信管の部分に頭栓がねじ込まれている。弾体内部は底部を除いて中空。弾底に底栓がつけられ、内部に曳跟用の点火薬と曳跟薬が収容されている。塗色は赤色。弾丸重量272.9 g。
- 演習弾：信管の部分に頭栓がねじ込まれている。弾体内部は中空。塗色は黒色。弾丸重量265.6 g。